# Złotki-Przeczki
Złotki-Przeczki (prononciation : [ˈzwɔtki ˈpʂɛt͡ʂki]) est un village polonais de la gmina de Boguty-Pianki dans le powiat d'Ostrów Mazowiecka de la voïvodie de Mazovie dans le centre-est de la Pologne.
Il se situe à environ 3 kilomètres au nord-est de Boguty-Pianki (siège de la gmina), 37 km à l'est d'Ostrów Mazowiecka (siège du powiat) et à 115 km au nord-est de Varsovie (capitale de la Pologne).
Le village compte approximativement une population de 110 habitants en 2006.

## Histoire
De 1975 à 1998, le village appartenait administrativement à la voïvodie de Łomża.